# Umweltinformationssystem Baden-Württemberg
Das Umweltinformationssystem Baden-Württemberg (UIS BW) ist ein landesweites Umweltinformationssystem der öffentlichen Verwaltung des deutschen Bundeslandes Baden-Württemberg. Neben der informationstechnischen Infrastruktur liefert es auch den fachlich-organisatorischen Rahmen zur Bereitstellung aktueller Umweltdaten für die Öffentlichkeit und unterstützt die Erledigung staatlicher und kommunaler Umweltaufgaben. 

## Aufgaben
Als zentrales Instrument zur Umweltbeobachtung, Umweltberichterstattung und Erfüllung umweltbezogener Verwaltungsaufgaben führt das UIS BW Daten aus unterschiedlichen Ressorts und Fachverwaltungen sowie Geobasisinformationen der Vermessungsverwaltung zusammen. Auf der Basis eines staatlich-kommunalen Datenverbunds können alle Ebenen der Umweltverwaltung mit den Daten arbeiten. 
Die Koordination liegt beim Ministerium für Umwelt, Klima und Energiewirtschaft Baden-Württemberg (UM). Neben der Landesanstalt für Umwelt Baden-Württemberg (LUBW) und der Komm.ONE kooperieren weitere Ministerien, Regierungspräsidien, Stadt- und Landkreise sowie Forschungsinstitute, Softwarefirmen und Rechenzentren bei Weiterentwicklung, Betreuung und Betrieb. Das UIS BW bildet insgesamt einen ressortübergreifenden Verbund, der weitgehend unabhängig von sich verändernden Verwaltungsstrukturen arbeitet.
Seit 1996 sind Informationen aus dem UIS BW im Internet verfügbar. Das UIS BW spielt eine wichtige Rolle bei der Umsetzung entsprechender Umweltinformationsgesetze, die die öffentliche Verwaltung verpflichten, jedem Bürger freien Zugang zu Informationen über die Umwelt zu garantieren. Ein aus dem Jahr 2006 stammendes Landesumweltinformationsgesetz wurde 2015 durch ein noch umfassenderes Umweltverwaltungsgesetz abgelöst. Das „Umweltportal Baden-Württemberg“ bietet der Öffentlichkeit einen zentralen Einstiegspunkt zu allen frei verfügbaren Informationen des UIS BW. Der Zugang erfolgt wahlweise über Suchfunktionen oder eine Umweltthemenstruktur (z. B. Wasser, Boden, Luft).

## Entwicklung
1984 wurden die Grundlagen zur Entwicklung erster Fachsysteme des UIS BW gelegt. Seit 1986 werden zur Steuerung der Entwicklung regelmäßig Rahmenkonzeptionen erstellt bzw. fortgeschrieben (zuletzt 2015). Die dort definierten Leitlinien berücksichtigen bei der Definition technischer Randbedingungen u. a. auch E-Government-Regelungen des Landes und Vorgaben der Umweltministerkonferenz. Dabei werden die Komponenten des UIS BW als Dienste behandelt, die nach Bedarf flexibel in die Arbeitsumgebung der Anwender integriert werden können.
Zunehmend kommen im UIS BW standardisierte Webservices zum Einsatz, die auch für Internetanwendungen nutzbar sind, etwa Web Map Services (WMS) bzw. Web Feature Services (WFS). Als Basis webbasierter Geoinformationssysteme ermöglichen sie unter anderem interaktive Kartendarstellungen. Im Zusammenhang mit einem Diensteverzeichnis und Technologien des Semantischen Web entsteht eine Serviceorientierte Architektur, die eine effiziente Bündelung von UIS-Komponenten und -Aufgaben erlaubt.

## Komponenten
Als landesweites Informationssystem bündelt das UIS BW eine Vielzahl einzelner IT-Systeme mit Umweltbezug. Diese reichen von übergreifenden Komponenten (die beispielsweise die erforderlichen Geodaten bereitstellen) über spezialisierte Fachanwendungen und -datenbanken bis hin zu Komponenten des Informationsmanagements für Auswerte- und Berichtszwecke. Moderne Datenbank- und Webtechnologien ermöglichen das technische Zusammenspiel der einzelnen Komponenten.
Wichtige übergeordnete Bausteine des UIS BW sind beispielsweise das Informationssystem Wasser, Immissionsschutz, Boden, Abfall, Arbeitsschutz (WIBAS) mit etwa 40 Fachanwendungen und Datenbanken aus zentralen Umweltbereichen, das Räumliche Informations- und Planungssystem (RIPS) zur Bereitstellung von Geodaten und -diensten, das Naturschutz-Informationssystem (NAIS) sowie ein modulares Berichtssystem (UIS-BRS) mit Diensten für den Datenzugriff und die Aufbereitung für Umweltberichte.